# Olifante

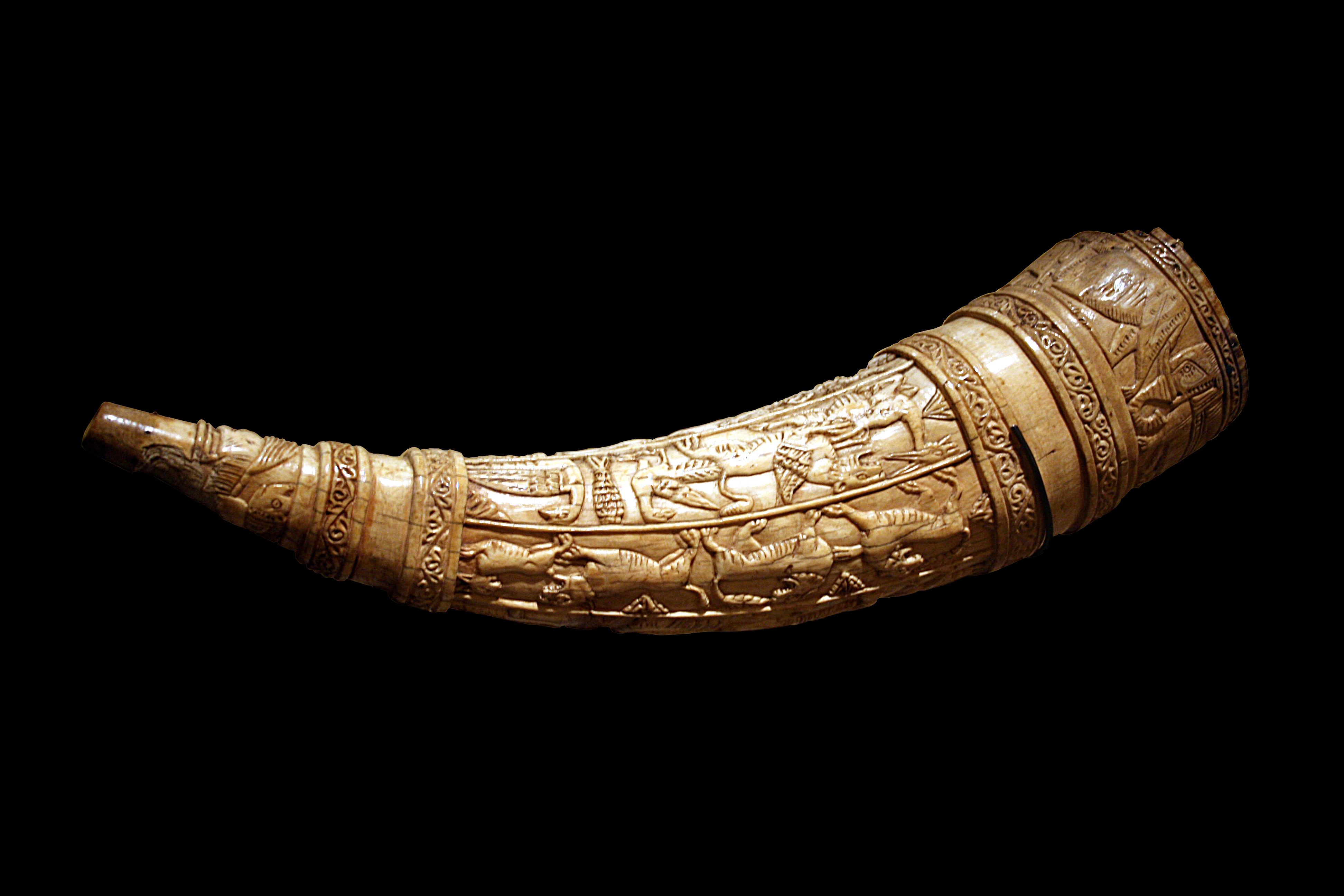
Olifante (finales del -), Museo del Ejército de Paris

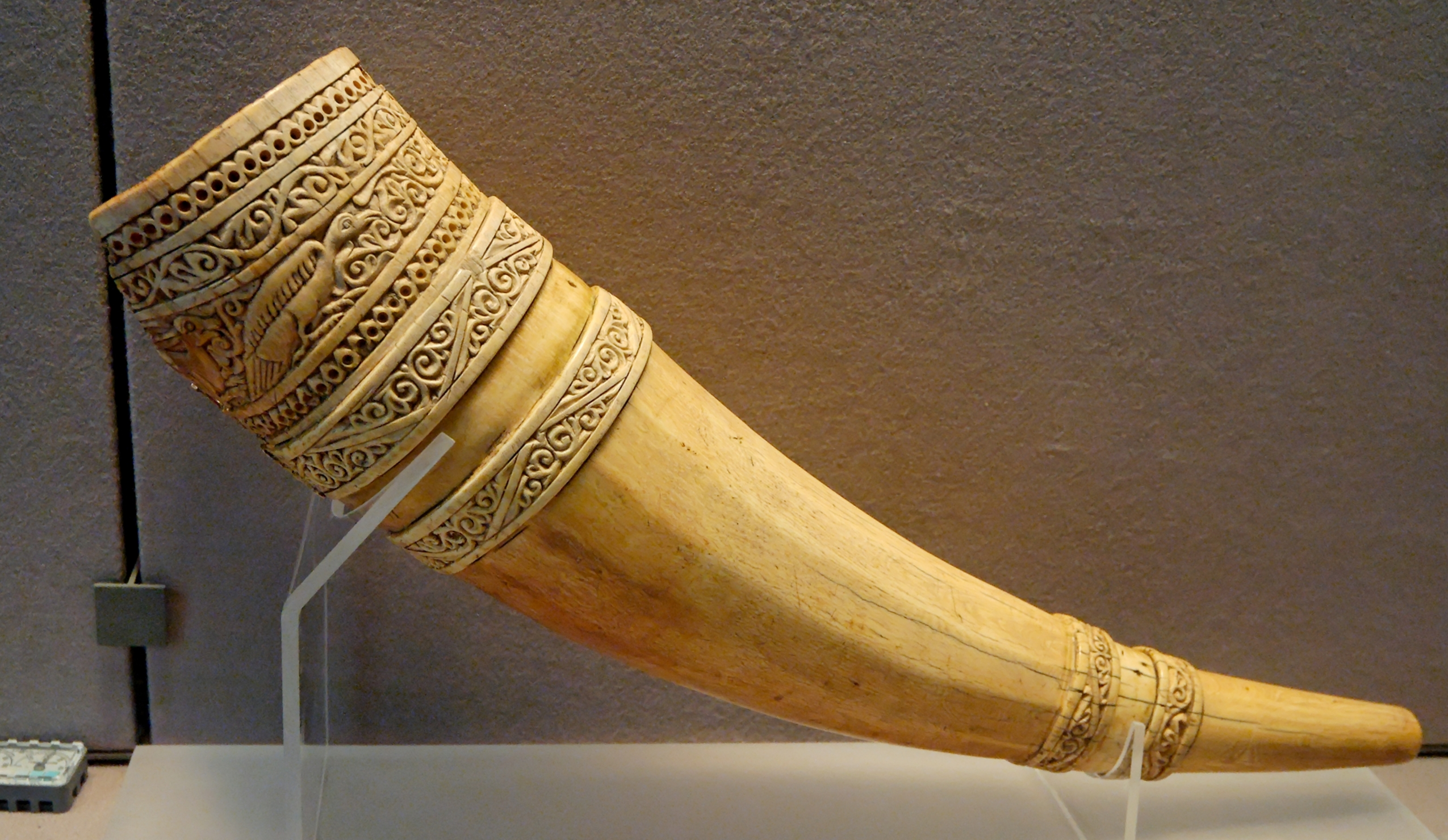
Olifante tallado en el sur de Italia a finales del.

Los olifantes eran instrumentos de viento tallados en un colmillo de elefante que utilizaban los caballeros en la guerra durante la Edad Media.
Algunos olifantes estaban ricamente decorados, constituyendo auténticas obras de arte. A menudo se denomina erróneamente "cuerno" a este instrumento.

## Olifantes famosos
- El de Roldán, caballero franco muerto en la Batalla de Roncesvalles cuyo olifante es citado en el Cantar de Roldán.
- El Olifante de Gastón IV de Bearn también llamado Gastón IV el Cruzado, vizconde de Bearn, que lideró la conquista de Zaragoza para Alfonso I de Aragón y cuyo olifante se conserva en el Museo Pilarista de esta ciudad.
- Olifante de Borradaile, siglo XI, imperio bizantino, (Museo Británico)
- Olifante de Saint-Arnoul de Metz, perteneciente al tesoro de la Abadía de Saint-Arnoul de Metz, Museo Nacional de la Edad Media de París.
- Olifante de Alfonso XI, siglo XIV, se conserva en el Museo de la Catedral de Santiago de Compostela.